# Skyrush
Skyrush sont des méga montagnes russes et des hyper montagnes russes du parc Hersheypark, situé à Hershey, en Pennsylvanie, aux États-Unis. Ce sont les douzièmes montagnes russes du parc, et les troisièmes construites par Intamin.

## Historique
Skyrush a été annoncé le 2 août 2011. Les pièces sont arrivées au parc le 15 août. En décembre, le parc a installé une webcam pour que les fans de montagnes russes puissent suivre la construction de l'attraction. L'ouverture de Skyrush a eu lieu le 26 mai 2012.

## Description
Skyrush a un lift hill d'une hauteur de 61 mètres, sur lequel un câble tire le train a une vitesse de 29 km/h. Skyrush a une piste jaune, et des colonnes bleues. Ses trains sont les premiers de leur type au monde. Deux sièges sont normaux, au-dessus de la piste, et deux sièges sont suspendus sur les côtés de la piste. Il y aura cinq airtimes.

## Galerie

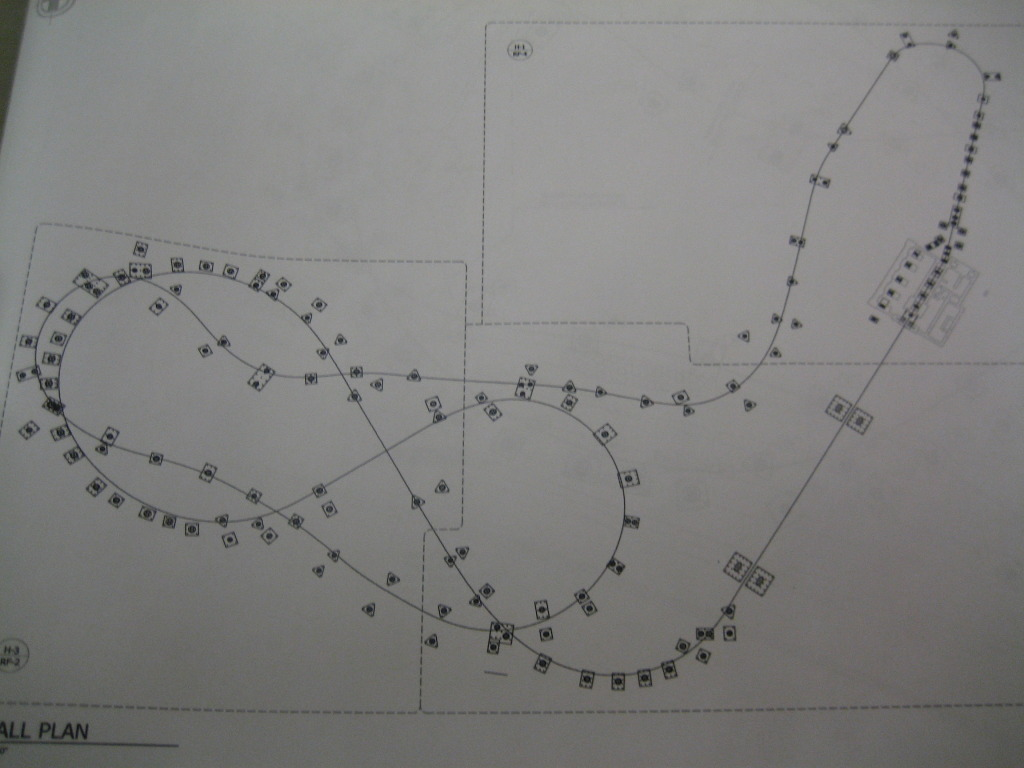
Le parcours de Skyrush.
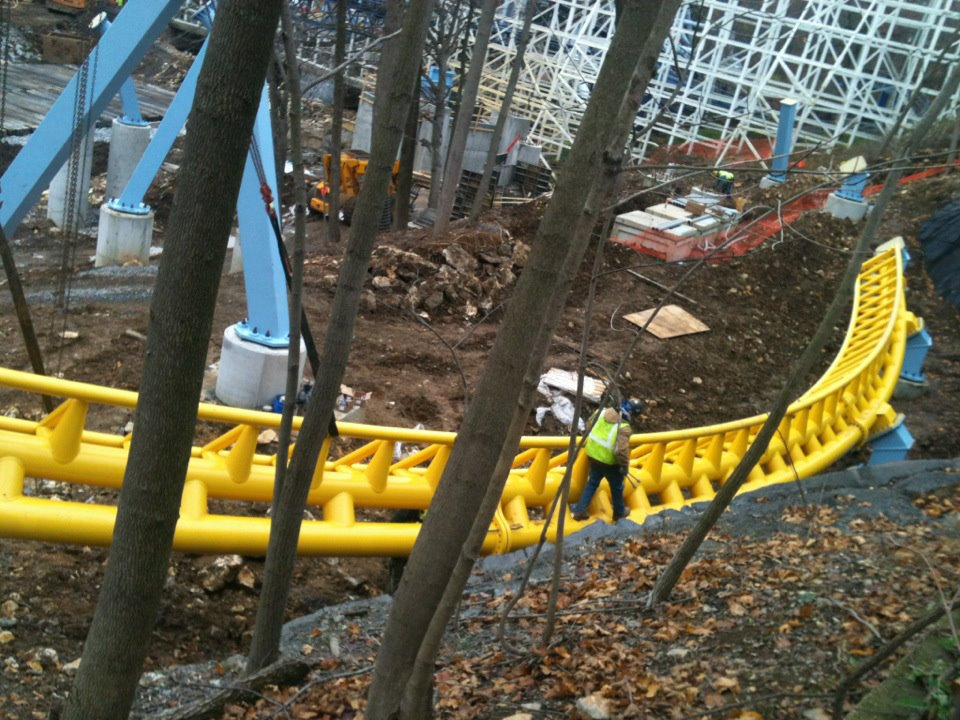
Deux premières pièces installées.
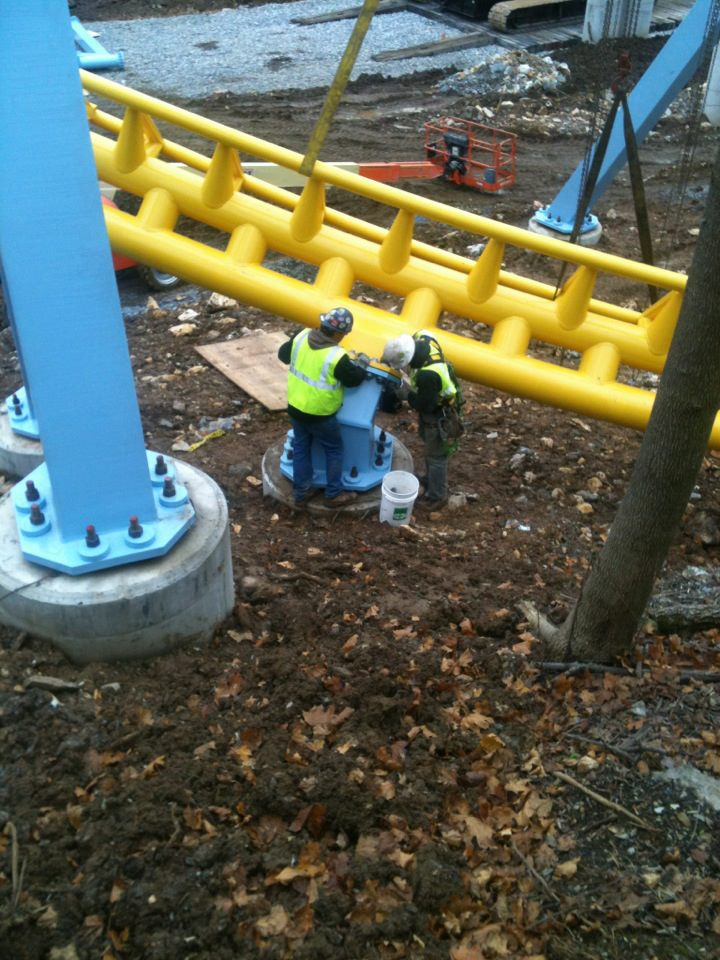
L'installation d'une pièce.